# Левицький Володимир Лукич
Володи́мир Лу́кич Леви́цький (літературний псевдонім Василь Лукич; 2 вересня 1856, Белзець, тепер село Гончарівка, Золочівський район, Львівська область — 6 жовтня 1938, Винники, Львівська область) — український письменник і громадський діяч, нотаріус, видавець, літературознавець, почесний член товариства «Просвіта» (з 1925), дійсний член НТШ (з 1926).

## Життєпис
Народився 2 вересня 1856 року в селі Белзець в сім'ї Луки Павловича Левицького, сина місцевого пароха та Юлії Стефанівної Кулачковської, доньки пароха села Поршна.
Середню освіту здобув у Бережанській гімназії. Закінчивши юридичний факультет Львівського університету (1880), 3 роки займався судовою практикою, потому працював нотаріусом у Болехові, Стрию, Станиславові та у Винниках біля Львова.
З 1875 року брав участь в українському літературному процесі Галичини.
Значну увагу приділяв налагодженню літературних і культурних взаємин з Наддніпрянською Україною.
Другу половину свого трудолюбивого життя провів у Винниках; жив у віллі кінця XIX ст, яка збереглася (тепер вул. Галицька, 11). У жовтні 1896 р. Левицького призначили нотарем у Винниках..  
До його обов'язків належали спадкові справи, шлюбні угоди, різні правові акти, тощо. Діловодство вів виключно українською мовою — цей факт мав великий вплив на селян, які вперше на практиці бачили рівноправність української мови в уряді.
Українці Винників звернулися до нотаря Левицького з проханням очолити місцеве товариство «Просвіта». В 1907 році його вибрали головою місцевої філії «Просвіти». Вибух війни 1914 року припинив діяльність Левицького у Винниках з великими втратами для української справи. Знаючи, що може чекати його від московських «визволителів», переховувався у Львові.
Дім Левицького зазнав ушкоджень під час І-ї світової війни. Під час Визвольної боротьби в 1918 році Винники на довгий час опинились у прифронтовій смузі.
В 1923 році передчасно помер його зять Роман Ганінчак — колишній член Головної управи Товариства «Просвіта», радник державних залізниць (прожив 45 років).
У 1926 році Головна управа «Просвіти» іменувала Василя Лукича своїм почесним членом.
Помер у Винниках 6 жовтня 1938 року, похований на 60 полі Личаківського цвинтаря у Львові.

## Творчість
1875 в альманасі «Ластівка» з'явилися невеличкі оповідання «Премудрий жид» та «Музика у вовчій ямі», загадки для дітей. У 1880 Василь Лукич опублікував у журналі «Зоря» історико-літературознавчу розвідку про Марусю Чурай.
Автор низки літературознавчих, етнографічних, історичних, філософських досліджень: «Закордонна Русь», «Угорська Русь, її розвій і теперішній стан» (1886), «Павло Полуботок, наказний гетьман України» (1887), «Як живеться українському народови в Австрії» (1915), «Іван Франко. Кілька спогадів і кілька здогадів його сучасника і співробітника» (1927), «Гадки про життя» (1928), «Революційні течії в сучасній фізиці» (1930), «Головні основи сучасної астрології» (1934), «Свобода волі в світлі сучасної фізики» (1936), «Релігія і наука: Великодні гадки» (1938) та інших.

## Редактор і видавець
У 1881 році разом з Іваном Франком склав антологію української поезії.
Був співредактором журналу «Друг» і альманаху «Дністрянка» (1876).
Редактор першого, написаного українською мовою, популярного юридичного довідника для селян «Руський правотар домовий» (1885; разом з Юліаном Сельським), альманахів «Ватра» (1887), журналу «Зоря» (1890—1896).
Спеціалізувався на виданні щорічних календарів «Просвіти» (1880—1885, 1890, 1893, 1916—1918) з літературними додатками до них. Ці додатки виходили окремими відбитками як альманахи: «Квітка» (1890), «Рідний зільник» (1891), «Левада» (1892), «Рідна стріха» (1894) та інші. Характер цих видань був просвітянсько-народовський, інколи з націоналістичним відтінком. В них, зокрема, публікувалися оповідання І. Франка, переклади з Гейне, твори Лесі Українки, А. Кримського, байки Глібова, статті Євгенії Ярошинської, історичні поеми Степана Руданського («Гетьман Іван Скоропад», «Вельямін», «Мініх», «Павло Полуботок»).
Після вигнання московських військ зі Львова в 1915 і відновлення припиненої царськими заборонами діяльності, видав календар «Просвіти» на 1916 рік. Тоді бракувало співробітників — одних вивезли в глибину Росії, інші під час війни емігрували до Відня, було багато технічних перешкод. Але календар вийшов своєчасно, своїм змістом і оформленням зайнявши одне з провідних місць серед подібних видань.

## Сім'я
Дружина — Гузар-Левицька Ольга (1860, Завалів—1933), донька пароха містечка Завалів о. Дмитро Гузара, сестра Лева Гузара — діда кардинала Любомира Гузара. Авторка творів, опублікованих у 1887 році в альманасі «Перший вінок», які високо оцінив Іван Франко. Брала участь у національному русі, складала багаті жертви на церкви, товариства бідних. У «Просвіті» створила степендійний фонд свого імені (виділила готівкою 600 крон).